# Stanisław Hajnus
Stanisław Hajnus (ur. 22 maja 1935 w Zarszynie, zm. 12 lutego 1997 w Jarosławiu) – polski samorządowiec, burmistrz Jarosławia od 1990 do 1994, radny rady miasta I i II kadencji.

## Życiorys
Studia ukończył na wydziale geodezji Politechniki Warszawskiej. W 1960 podjął pracę w Okręgowym Przedsiębiorstwie Geodezyjno-Kartograficznym w Rzeszowie, gdzie pracował do połowy lat 70. Jako geodeta pracował do 1990, od 1977 jako kierownik Zakładu Uzgadniania Dokumentacji Projektowej w Jarosławiu. Został zaproszony przez lokalny Komitet Obywatelski do udziału w wyborach w 1990, uzyskując mandat radnego. Objął następnie funkcję burmistrza Jarosławia. W 1991 utworzył do życia Straż Miejską w Jarosławiu. W 1993 był jednym z inicjatorów powstania Biuletynu Rady i Zarządu Miasta Jarosławia. Wybrany do rady miasta na następną kadencję, został członkiem zarządu.
Pochowany został na Nowym Cmentarzu. W 1997 pośmiertnie został nagrodzony Złotą Odznaką za Zasługi dla Miasta Jarosławia. W 2003 rada miasta nadała jego imię jednej z ulic w rejonie Osiedla Piłsudskiego.